# ズールー王国

ズールー王国
Wene wa Zulu（ズールー語）

1890年のズールー王国

ズールー王国（ズールー語: Wene wa Zulu、ズールー帝国とも）は、トゥゲラ川からポンゴラ川にかけてのインド洋の沿岸部に19世紀に存在した南部アフリカの君主国。
王国は、現在のクワズール・ナタール州の広い範囲を支配するまでに至ったが、1870年代のズールー戦争によって最終的に滅亡した。その後、領土はナタール植民地を経て南アフリカ連邦の一部となった。

## 歴史
ズールー族は南部アフリカの一部族に過ぎなかったが、1816年に首長センザンガコナが死去した翌年、シャカがムテトワ帝国皇帝であるディンギスワヨの庇護を受けてズールー王に即位し、王国が成立した。
後見役であるディンギスワヨがンドワンドウェ王国との戦闘で死去したため、軍備の近代化や中央集権体制を進めたシャカはムテトワ帝国、ンドワンドウェ王国に侵攻し、支配下に置いた。しかし、シャカは国内では恐怖政治を行なったことから、異母弟のディンガネによって暗殺された。

茶色がズールー王国、オレンジが勢力下の地域、緑がコサ人の領域、赤がイギリス領。

ディンガネ・カセンザンガコナが第二代国王に即位し、次いで第三代国王にムパンデと続いたが、第四代国王セテワヨ・カムパンデがズールー戦争で敗北したことによって王国は崩壊し、イギリスの植民地となった。